# Pseudodiplodia zygophylli
Pseudodiplodia zygophylli är en svampart som beskrevs av Syd. 1988. Pseudodiplodia zygophylli ingår i släktet Pseudodiplodia, divisionen sporsäcksvampar och riket svampar.   Inga underarter finns listade i Catalogue of Life.